# Polikarp (Tichonravov)
Polikarp (světským jménem: Pavel Alexejevič Tichonravov; 13. července 1858, Milino – 7. července 1931, Gorkij) byl ruský duchovní Ruské pravoslavné církve, biskup vetlužský a vikář nižněnovgorodské eparchie.

## Život
Narodil se 13. července 1858 ve vesnici Milino Nižněnovgorodské gubernie.
Roku 1880 dokončil Nižněnovgorodský duchovní seminář a roku 1884 Petrohradskou duchovní akademii. Poté začal působit v Nižném Novgorodu. Stal se učitelem Lyskovského duchovního učiliště.
Dne 22. července 1885 byl rukopoložen na diákona a 1. srpna na jereje. Byl jmenován představeným chrámu svatého Alexandra Něvského. Byl také učitelem Zákona Božího na ženském učilišti a 2. Georgijevském učilišti.
Dne 9. května 1908 byl povýšen na protojereje.
V 62 letech byl postřižen na monacha se jménem Polikarp.
Dne 21. března 1920 byl rukopoložen na biskupa lukojanovského a vikáře nižněnovgorodské eparchie.
Roku 1922 byl s duchovními a některými laiky zatčen za protisovětskou agitaci.
Roku 1923 začal podporovat arcibiskupa Jevdokima (Meščerského), který přešel k renovacionismu. Dne 7. září 1923 byl znovu přijat do jurisdikce Moskevského patriarchátu.
Od listopadu 1923 sloužil jako biskup ardatovský a vikář nižněnovgorodské eparchie a 30. července 1928 byl ustanoven biskupem vetlužským, zároveň vykonával funkci vikáře nižněnovgorodské eparchie.
V únoru 1929 byl na vlastní žádost penzionován a žil ve městě Ardatov.
Dne 5. února 1931 byl zatčen a odsouzen k pěti měsícům vězení.
Zemřel 7. července 1931 ve vazbě v nemocnici tovární kolonie v Nižním Novgorodě. Pohřben byl na Novém hřbitově ve stejném městě.